# 玛丽埃尔·海明威
玛丽埃尔·哈德利·海明威（英語：Mariel Hadley Hemingway，1961年11月22日—），生于美国加利福尼亚州米尔谷，美国女演员和作家。玛丽埃尔16岁时出演处女作电影《口红》（1976）而成名。她在伍迪·艾伦的《曼哈顿》（1979）中的表演为她赢得了奥斯卡最佳女配角提名。 1993年因出演律政剧《内战》而获得金球奖提名。 她在2015年出版了一本回忆录名为《太阳出来了》。

## 資料來源
1. ↑  . Oscars.   [2016-09-16]. （原始内容存档于2015-04-02）.
2. ↑  . imdb.   [2016-09-16]. （原始内容存档于2016-07-14）.

## 外部連結
- 玛丽埃尔·海明威在互联网电影资料库（IMDb）上的資料（英文）